# Pegolettia plumosa
Pegolettia plumosa là một loài thực vật có hoa trong họ Cúc. Loài này được M.D.Hend. mô tả khoa học đầu tiên.